# Tcheboksary
Choupachkar
Tcheboksary (en russe : Чебоксары) ou Choupachkar (en tchouvache : Шупашкар) est la capitale de la Tchouvachie, une république de la fédération de Russie. Sa population s’élevait à 496 350 habitants en 2024.

## Géographie
Tcheboksary est située sur la Volga, à 601 km à l’est de Moscou.

## Histoire
Le barrage hydroélectrique sur la Volga fut achevé en 1982 à quelques kilomètres en aval de Tcheboksary, formant le réservoir de Tcheboksary. La ville se trouve sur la rive droite (sud) du réservoir.

## Population
Recensements (*) ou estimations de la population :
| 1897* | 1926* | 1939*  | 1959*  | 1970*   | 1979*   | 1989*   |
| ----- | ----- | ------ | ------ | ------- | ------- | ------- |
| 4 600 | 9 000 | 31 000 | 94 000 | 209 000 | 307 600 | 419 592 |

| 1992    | 2002*   | 2012    | 2013    | 2014    | 2023*   | - |
| ------- | ------- | ------- | ------- | ------- | ------- | - |
| 438 900 | 440 621 | 461 383 | 464 940 | 468 725 | 512 000 | - |

## Économie
La principale entreprise de Tcheboksary est l’usine Promtraktor (en russe : Промтрактор), qui produit depuis 1975 des tracteurs industriels pour l’exploitation minière, pétrolière et les travaux publics. Elle emploie 3 470 salariés en 2012 (contre 7 450 en 2008).

## Transports
Tcheboksary est reliée à Moscou par une ligne de chemin de fer directe et abrite un bon nombre d'industries et d'universités. La ville possède un aéroport (code AITA : CSY, aéroport de Tcheboksary (en)).

## Culture
Comme de nombreuses villes russes, Tcheboksary offre des ressources culturelles variées. On trouve un opéra, un orchestre philharmonique et plusieurs théâtres présentant des spectacles en langues russe et tchouvache. Le Zaliv (baie), récemment achevé, est un lieu de rassemblement populaire pour les habitants : il s'agit d'un bras mort de fleuve artificiel, longé de quais qui imitent l'ambiance d'un port maritime, qui a été creusé à la fin du XXe siècle à la suite de la construction du barrage hydroélectrique de la Volga. Pour creuser cette « baie », il a fallu détruire des quartiers parmi les plus anciens de la vieille ville et la plupart des monuments historiques qu'elle comportait. Le Zaliv étant situé au centre de la cité, les gens se retrouvent sur les quais pour se promener, aller dans des cafés ou simplement discuter. Tcheboksary possède aussi de très belles promenades et plages le long de la Volga, où les gens se baignent en été. On trouve également de nombreuses piscines chauffées, des clubs de sport et des musées, dont un musée de la bière, unique en Russie.
Le Musée national tchouvache, important centre culturel et de recherche de la ville, ouvre ses portes en 1921.
Le théâtre d'opéra et de ballet de Tchouvachie est inauguré en 1960, et, en 1992, le Congrès national tchouvache. Le Monument à la Mère protectrice est érigé en 2003.

## Climat
Le climat de la région, similaire au climat de Moscou, est continental mais est bien plus froid en hiver, saison qui dure de la fin novembre à la fin mars avec un enneigement permanent.

## Sports
De 1965 à 1994, la ville hébergeait un club de football, le FC Azamat Tcheboksary, qui a vu les débuts du gardien de but Aleksandr Filimonov.

## Jumelages
- Antalya (Turquie)
- Eger (Hongrie)
- Santa Clara (Cuba)

## Personnalités
Personnalités nées à Tcheboksary :
- Vassili Tchapaïev (1889-1919), commandant dans l'Armée rouge
- Marie Vorobieff (1892-1984), peintre
- Valentina Yegorova (1964-), championne olympique du marathon en 1992.
- Sergueï Valerievitch Ivanov (°1975), coureur cycliste
- Lilia Efremova (°1977), biathlète ukrainienne
- Viktorina Kapitonova (°1985), ballerine russe.

## Galerie

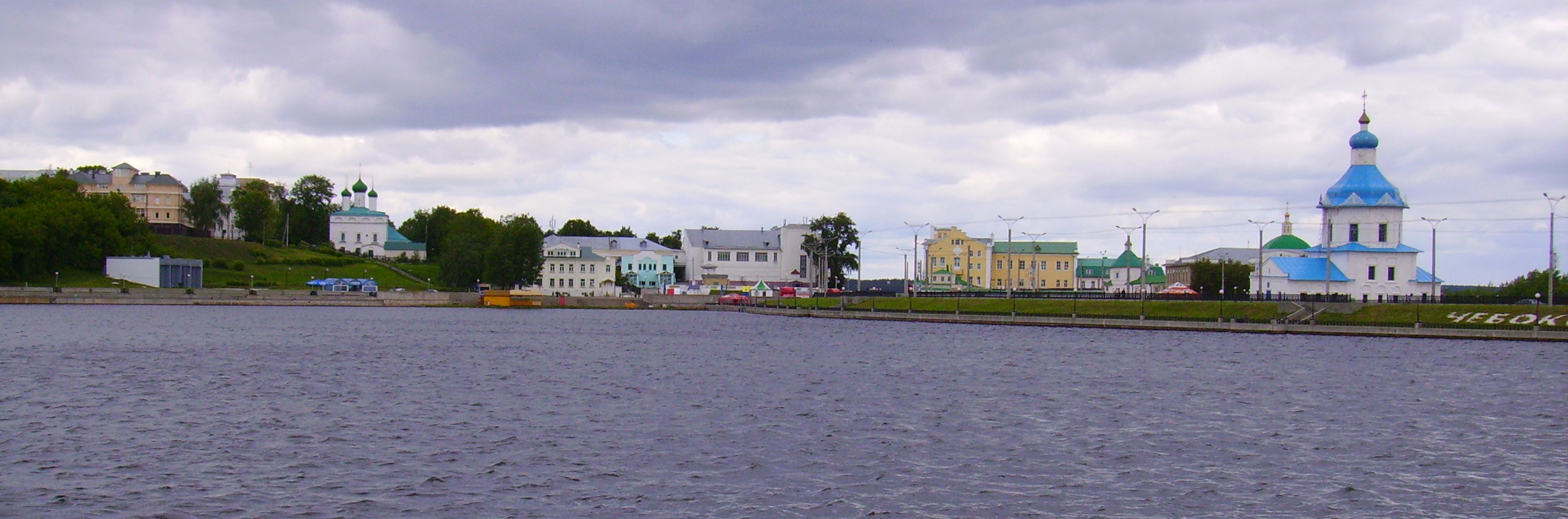
Baie de Tcheboksary au cœur de la ville
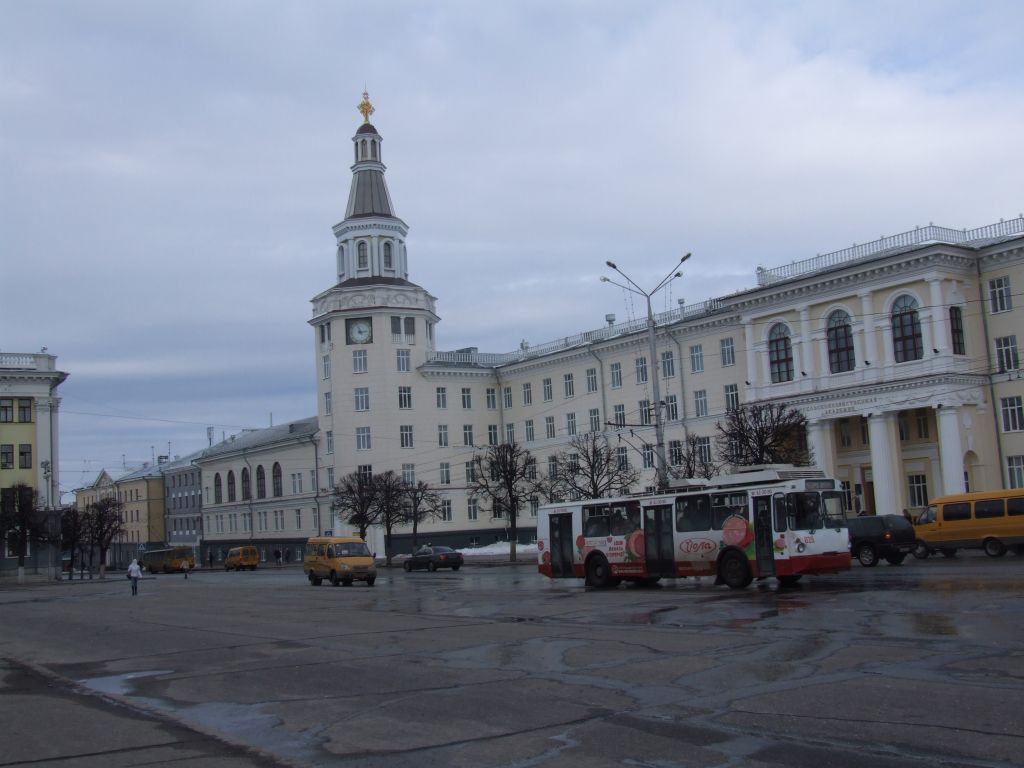
Université agricole
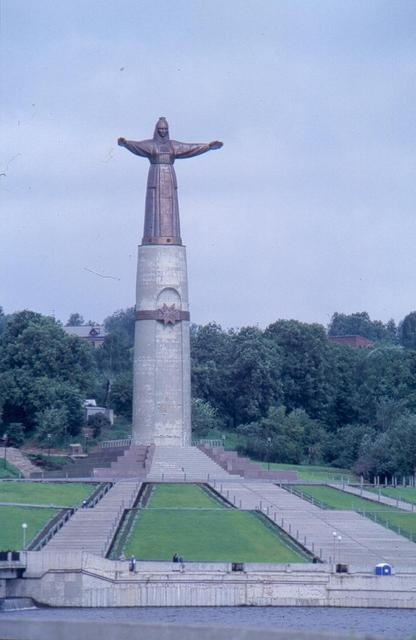
Monument de la mère du peuple Tchouvache
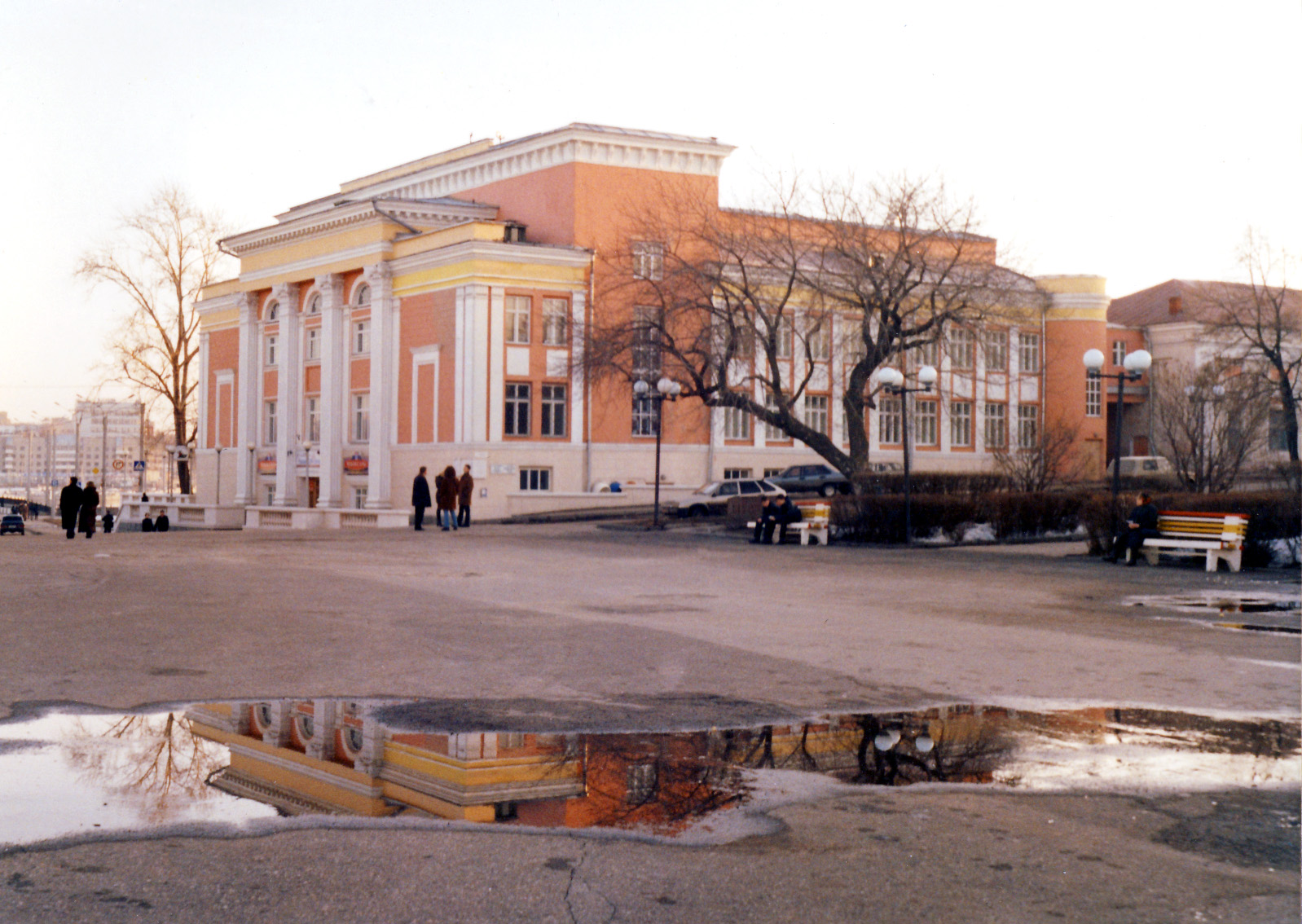
Hall d'exposition Chuvashia-EXPO
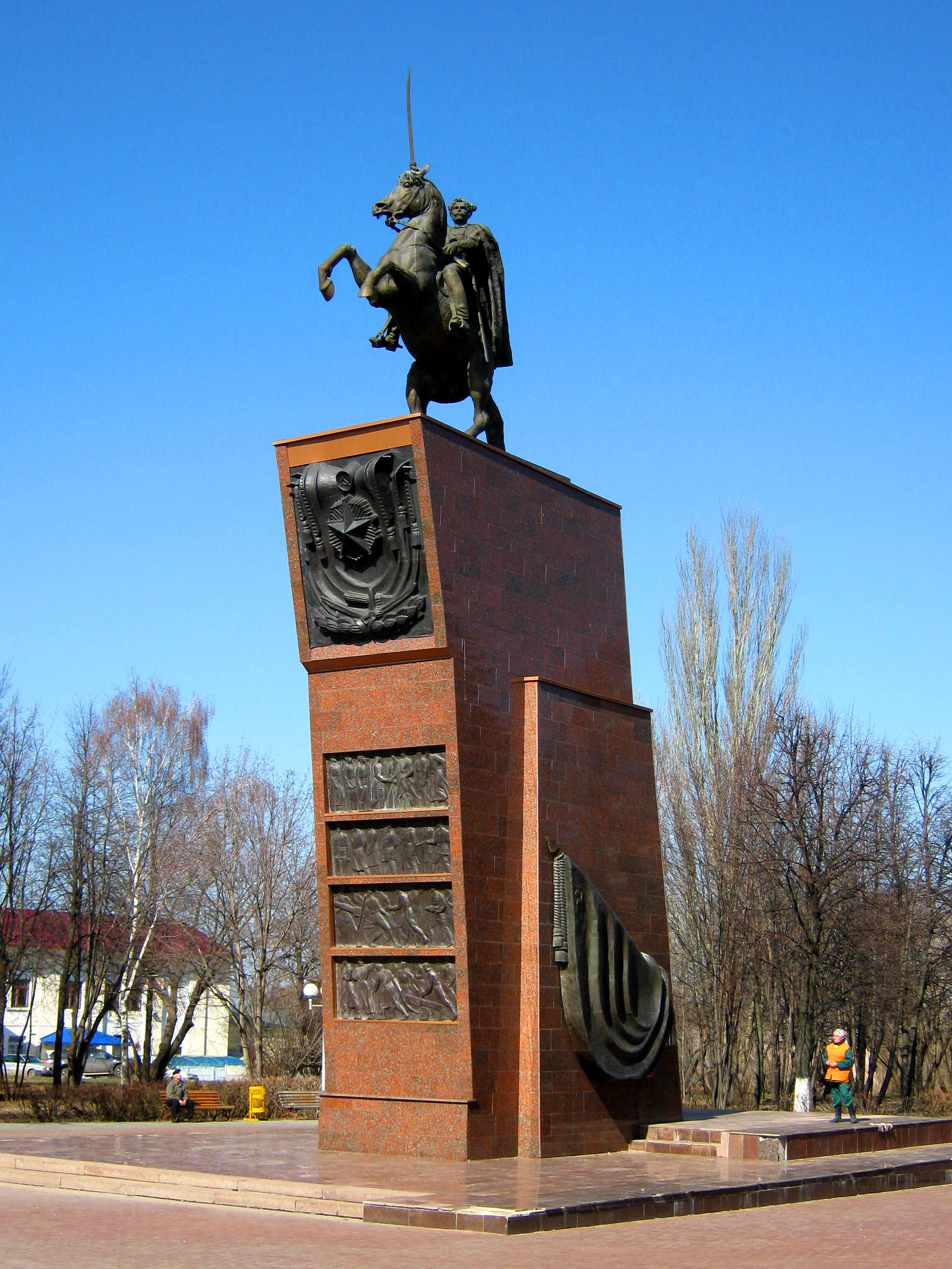
Monument de Vassili Tchapaïev